# The Last Musketeer
Pour plus de détails, voir Fiche technique et Distribution.
The Last Musketeer est un film américain réalisé par William Witney, sorti en 1952.

## Fiche technique
- Titre : The Last Musketeer
- Réalisation : William Witney
- Scénario : Arthur E. Orloff
- Musique : Nathan Scott
- Pays d'origine : États-Unis
- Genre : western
- Date de sortie : 1952

## Distribution
- Rex Allen : lui-même
- Mary Ellen Kay : Sue
- Slim Pickens : lui-même
- James Anderson : Russ Tasker
- Boyd 'Red' Morgan : Barney
- Monte Montague : Matt Becker
- Stan Jones : Sheriff Blake